# Oscar za nejlepší střih
Cena Akademie za nejlepší střih (Best Film Editing) je jedna z cen, kterou každoročně uděluje americká Akademie filmového umění a věd za nejlepší filmové počiny roku.

## Vítězové

### Třicátá léta
| Rok  | Střihač                      | Za střih snímku                                  |
| ---- | ---------------------------- | ------------------------------------------------ |
| 1934 | Conrad A. Nervig             | Eskimo (Eskimo – 1933)                           |
| 1935 | Ralph Dawson                 | A Midsummer Night's Dream                        |
| 1936 | Ralph Dawson                 | Anthony Adverse                                  |
| 1937 | Gene Havlick, Gene Milford   | Ztracený obzor (Lost Horizon – 1937)             |
| 1938 | Ralph Dawson                 | Robin Hood (The Adventures of Robin Hood – 1938) |
| 1939 | Hal C. Kern, James E. Newcom | Jih proti Severu (Gone with the Wind – 1939)     |

### Čtyřicátá léta
| Rok  | Střihač                      | Za střih snímku                                                  |
| ---- | ---------------------------- | ---------------------------------------------------------------- |
| 1940 | Anne Bauchens                | North West Mounted Police (North West Mounted Police – 1940)     |
| 1941 | William Holmes               | Četař York (Sergeant York – 1941)                                |
| 1942 | Daniel Mandell               | Pýcha Yankeeů (The Pride of the Yankees – 1942)                  |
| 1943 | George Amy                   | Perutě pomsty (Air Force – 1943)                                 |
| 1944 | Barbara McLean               | Prezident Wilson (Wilson 1944)                                   |
| 1945 | Robert J. Kern               | O Velkou cenu (National Velvet – 1945)                           |
| 1946 | Daniel Mandell               | Nejlepší léta našeho života (The Best Years of Our Lives – 1946) |
| 1947 | Francis Lyon, Robert Parrish | Tělem a duší (Body and Soul – 1947)                              |
| 1948 | Paul Weatherwax              | Obnažené město (The Naked City – 1948)                           |
| 1949 | Harry Gerstad                | Champion (Champion – 1949)                                       |

### Padesátá léta
| Rok  | Střihač                            | Za střih snímku                                                  |
| ---- | ---------------------------------- | ---------------------------------------------------------------- |
| 1950 | Ralph E. Winters, Conrad A. Nervig | Doly krále Šalamouna (King Solomon's Mines – 1950)               |
| 1951 | William Hornbeck                   | Místo na výsluní (A Place in the Sun – 1951)                     |
| 1952 | Elmo Williams, Harry Gerstad       | V pravé poledne (High Noon – 1952)                               |
| 1953 | William A. Lyon                    | Odtud až na věčnost (From Here to Eternity – 1953)               |
| 1954 | Gene Milford                       | V přístavu (On the Waterfront – 1954)                            |
| 1955 | William A. Lyon                    | Piknik (Picnic – 1955)                                           |
| 1956 | Gene Ruggiero, Paul Weatherwax     | Cesta kolem světa za 80 dní (Around the World in 80 Days – 1956) |
| 1957 | Peter Taylor                       | Most přes řeku Kwai (The Bridge on the River Kwai – 1957)        |
| 1958 | Adrienne Fazan                     | Gigi (Gigi – 1958)                                               |
| 1959 | Ralph E. Winters, John D. Dunning  | Ben Hur (Ben Hur – 1959)                                         |

### Šedesátá léta
| Rok  | Střihač                                                         | Za střih snímku                                   |
| ---- | --------------------------------------------------------------- | ------------------------------------------------- |
| 1960 | Daniel Mandell                                                  | Byt (The Apartment – 1960)                        |
| 1961 | Thomas Stanford                                                 | West Side Story (West Side Story – 1961)          |
| 1962 | Anne V. Coates                                                  | Lawrence z Arábie (Lawrence of Arabia – 1962)     |
| 1963 | Harold F. Kress                                                 | Jak byl dobyt Západ (How the West Was Won – 1962) |
| 1964 | Cotton Warburton                                                | Mary Poppins (Mary Poppins – 1964)                |
| 1965 | William H. Reynolds                                             | Za zvuků hudby (The Sound of Music – 1965)        |
| 1966 | Fredric Steinkamp, Henry Berman, Stewart Linder, Frank Santillo | Grand Prix (Grand Prix – 1966)                    |
| 1967 | Hal Ashby                                                       | V žáru noci (In the Heat of the Night – 1967)     |
| 1968 | Frank P. Keller                                                 | Bullittův případ (Bullitt – 1968)                 |
| 1969 | Françoise Bonnot                                                | Z (Z – 1969)                                      |

### Sedndesátá léta
| Rok  | Střihač                                 | Za střih snímku                                   |
| ---- | --------------------------------------- | ------------------------------------------------- |
| 1970 | Hugh S. Fowler                          | Generál Patton (Patton – 1970)                    |
| 1971 | Gerald B. Greenberg                     | Francouzská spojka (The French Connection – 1971) |
| 1972 | David Bretherton                        | Kabaret (Cabaret – 1972)                          |
| 1973 | William H. Reynolds                     | Podraz (The Sting – 1973)                         |
| 1974 | Harold F. Kress, Carl Kress             | Skleněné peklo (The Towering Inferno – 1974)      |
| 1975 | Verna Fields                            | Čelisti (Jaws – 1975)                             |
| 1976 | Richard Halsey, Scott Conrad            | Rocky (Rocky)                                     |
| 1977 | Paul Hirsch, Marcia Lucas, Richard Chew | Hvězdné války (Star Wars – 1977)                  |
| 1978 | Peter Zinner                            | Lovec jelenů (The Deer Hunter – 1978)             |
| 1979 | Alan Heim                               | All That Jazz (All That Jazz – 1979)              |

### Osmdesátá léta
| Rok  | Střihač                                                                  | Za střih snímku                                                            |
| ---- | ------------------------------------------------------------------------ | -------------------------------------------------------------------------- |
| 1980 | Thelma Schoonmaker                                                       | Zuřící býk (Raging Bull – 1980)                                            |
| 1981 | Michael Kahn                                                             | Indiana Jones a dobyvatelé ztracené archy (Raiders of the Lost Ark – 1981) |
| 1982 | John Bloom                                                               | Gándhí (Gandhi – 1982)                                                     |
| 1983 | Glenn Farr, Lisa Fruchtman, Stephen A. Rotter, Douglas Stewart, Tom Rolf | Správná posádka (The Right Stuff – 1983)                                   |
| 1984 | Jim Clark                                                                | Vražedná pole (The Killing Fields – 1984)                                  |
| 1985 | Thom Noble                                                               | Svědek (Witness – 1985)                                                    |
| 1986 | Claire Simpson                                                           | Četa (Platoon – 1986)                                                      |
| 1987 | Gabriella Cristiani                                                      | Poslední císař (The Last Emperor -1987)                                    |
| 1988 | Arthur Schmidt                                                           | Falešná hra s králíkem Rogerem (Who Framed Roger Rabbit – 1988)            |
| 1989 | David Brenner, Joe Hutshing                                              | Narozen 4. července (Born on the Fourth of July – 1989)                    |

### Devadesátá léta
| Rok  | Střihač                                       | Za střih snímku                                     |
| ---- | --------------------------------------------- | --------------------------------------------------- |
| 1990 | Neil Travis                                   | Tanec s vlky (Dances with Wolves – 1990)            |
| 1991 | Joe Hutshing, Pietro Scalia                   | JFK (JFK – 1991)                                    |
| 1992 | Joel Cox                                      | Nesmiřitelní (Unforgiven – 1992)                    |
| 1993 | Michael Kahn                                  | Schindlerův seznam (Schindler's List - 1993)        |
| 1994 | Arthur Schmidt                                | Forrest Gump (Forrest Gump – 1994)                  |
| 1995 | Mike Hill, Daniel P. Hanley                   | Apollo 13 (Apollo 13 – 1995)                        |
| 1996 | Walter Murch                                  | Anglický pacient (The English Patient – 1996)       |
| 1997 | Conrad Buff, James Cameron, Richard A. Harris | Titanic (Titanic – 1997)                            |
| 1998 | Michael Kahn                                  | Zachraňte vojína Ryana (Saving Private Ryan – 1998) |
| 1999 | Zach Staenberg                                | Matrix (The Matrix)                                 |

### První desetiletí 21. století
| Rok  | Střihač                   | Za střih snímku                                                                  |
| ---- | ------------------------- | -------------------------------------------------------------------------------- |
| 2000 | Stephen Mirrione          | Traffic – nadvláda gangů (Traffic – 2000)                                        |
| 2001 | Pietro Scalia             | Černý jestřáb sestřelen (Black Hawk Down – 2001)                                 |
| 2002 | Martin Walsh              | Chicago (Chicago – 2002)                                                         |
| 2003 | Jamie Selkirk             | Pán prstenů: Návrat krále (The Lord of the Rings: The Return of the King – 2003) |
| 2004 | Thelma Schoonmaker        | Letec (The Aviator – 2004)                                                       |
| 2005 | Hughes Winborne           | Crash (Crash – 2005)                                                             |
| 2006 | Thelma Schoonmaker        | Skrytá identita (The Departed – 2006)                                            |
| 2007 | Christopher Rouse         | Bourneovo ultimátum (The Bourne Ultimatum – 2007)                                |
| 2008 | Chris Dickens             | Milionář z chatrče (Slumdog Millionaire – 2008)                                  |
| 2009 | Chris Innis, Bob Murawski | Smrt čeká všude (The Hurt Locker – 2009)                                         |

### Druhé desetiletí 21. století
| Rok  | Střihač                            | Za střih snímku                                                    |
| ---- | ---------------------------------- | ------------------------------------------------------------------ |
| 2010 | Angus Wall, Kirk Baxter            | Sociální síť (The Social Network – 2010)                           |
| 2011 | Angus Wall, Kirk Baxter            | Muži, kteří nenávidí ženy (The Girl with the Dragon Tattoo – 2011) |
| 2012 | William Goldenberg                 | Argo (Argo – 2012)                                                 |
| 2013 | Alfonso Cuarón, Mark Sanger        | Gravitace (Gravity – 2013)                                         |
| 2014 | Tom Cross                          | Whiplash (Whiplash – 2014)                                         |
| 2015 | Margaret Sixel                     | Šílený Max: Zběsilá cesta (Mad Max: Fury Road – 2015)              |
| 2016 | John Gilbert                       | Hacksaw Ridge: Zrození hrdiny (Hacksaw Ridge – 2016)               |
| 2017 | Lee Smith                          | Dunkerk (Dunkirk – 2017)                                           |
| 2018 | John Ottman                        | Bohemian Rhapsody (Bohemian Rhapsody – 2018)                       |
| 2019 | Andrew Buckland a Michael McCusker | Le Mans '66 (Ford v Ferrari – 2019)                                |

### Třetí desetiletí 21. století
| Rok  | Střihač             | Za střih snímku                                              |
| ---- | ------------------- | ------------------------------------------------------------ |
| 2020 | Mikkel E.G. Nielsen | Sound of Metal (Sound of Metal – 2020)                       |
| 2021 | Joe Walker          | Duna (Duno)                                                  |
| 2022 | Paul Rogers         | Všechno, všude, najednou (Everything Everywhere All at Once) |
| 2023 | Jennifer Lame       | Oppenheimer (Oppenheimer)                                    |
| 2024 | Sean Baker          | Anora (Anora)                                                |